# Лінея Вікблад
Лінея Вікблад (Linnéa Wikblad) - шведська журналістка. Народилася 24 лютого 1986 року .  Працює на шведському  радіо як ведуча шоу і журналістка .
Лінея є одним із кількох власників радіо - шоу PP3 в Sveriges Radio P3 . Вона почала вести програму 2 січня 2013 року і залишається там з тих пір.
Вона також вела « Небо Гумору»  в P3 та виступала в якості відвідувача в п’ятничній програмі Тоні Ірвінга « Ірвінг в Р4» на радіо Швеції протягом трьох сезонів 2013-2014.
У 2019 вона почала використовувати цей ресурс в Morgonpasset в Р3 .
У 2012 році виграла нагороду "Новичок року" на Radiogalan . У 2015 році їй було присуджено мовну премію Шведського радіо .
У 2017 році - книга Killmaterskan у видавництві Rabén & Sjögren .